# Gabel Schaffen
Gabel (lat. Gobelinus) Schaffen OSB (* 1582 in Warburg; † 10. Mai 1650 im Kloster Abdinghof) war von 1612 bis 1633 Abt des Klosters Grafschaft. Er trug maßgeblich zum ökonomischen Wiederaufschwung der Gemeinschaft, aber auch zur geistigen Rückbesinnung auf die Grundlagen des Benediktinerordens bei. 

## Leben
Schaffen war Cellarius, d. h. Verwalter, im Kloster Abdinghof, bevor er vom Konvent des Klosters Grafschaft zum Abt gewählt wurde. Der Grund dafür war sein ausgezeichneter Ruf als Wirtschaftsverwalter. Hinter der Wahl steckte die seit Jahrhunderten sich immer weiter verschärfende ökonomische Krise von Grafschaft. Die Brüder hofften durch die ungewöhnliche Wahl eines Auswärtigen, dass dieser die Gemeinschaft wieder sanieren könnte. Dies gelang dem neuen Abt durch mehrere Maßnahmen. Er nahm zunächst neue Kredite auf. Diese dienten dazu, die dem Kloster gehörenden und seit langem verpfändeten Höfe wieder auszulösen. Die daraus fließenden Einnahmen dienten zur Tilgung der Klosterschulden. Durch die Anlage von Urbaren sorgte Schaffen dafür, dass die finanziellen Ansprüche des Klosters schriftlich fixiert wurden. Mitten im Dreißigjährigen Krieg gelang dem Abt die finanzielle Sanierung des Klosters. Der Aufschwung zeigte sich am Ausbau der Klosterbibliothek. Zur Zeit Schaffens wurden 271 neue Bücher angeschafft. 
Er war aber nicht nur ein Finanzexperte, sondern setzte im Kloster auch in geistlicher Hinsicht eine Rückbesinnung auf die Regula Benedicti durch. Der Widerstand dagegen war so stark, dass einige Mönche einen letztlich fehlgeschlagenen Giftanschlag auf den Abt verübten. In die Amtszeit Schaffens fielen auch schwere Auseinandersetzungen zwischen dem Kloster und der Stadt Schmallenberg über die Pfarrseelsorge. 
Schaffen lag auch im Streit mit Friedrich von Fürstenberg, der es ablehnte, den Eid als Grafschafter Lehnsmann abzulegen.
Über sein Wirken in Grafschaft hinaus behielt der gebildete Schaffen die Zeitereignisse im Blick und legte seine Sichtweise in einem von ihm sogenannten Martyrologium nieder. Dieses befindet sich heute in Paderborn. 
Von Grafschaft aus kehrte Schaffel 1632 als Abt wieder nach Abdinghof zurück. Dort stieß sein autoritäres Verhalten auf eine geschlossene Opposition der Mönche. Er verbrachte seine letzten Lebensjahre enttäuscht und starb 1650 im Kloster Abdinghoff.